# 龍吟曲 (小說)
《龍吟曲》為蕭逸與古龍合著的作品，1960年代前期由真善美出版。據《台灣武俠小說發展史》資料顯示，古龍作單數集，蕭逸作雙數集，出版年份是1964年。但蕭逸卻說古龍作的是雙數集，而且寫了不到兩集就交付代筆。至於出版年份，根據研究者冰之火的考證，《龍吟曲》廣告早在1960年就出現在成鐵吾的《年羹堯新傳》封底，因此真正的出版時間不大可能遲至1964年。
後起版本將本書切分為二，前書仍名《龍吟曲》，後書則名《天龍地虎》。

## 故事大綱
蘇州江寧近來有個女飛賊功夫極好，到處作案，官府毫無辦法，於是請地方上的俠士郭飛鴻幫忙。另外在當地妓院寶華班出現了一位不接客、長的極美、知書達禮的新妓女白芷芬，郭飛鴻慕名前去便愛上了她，並透露幫忙官府之事。是夜，那女飛賊與一個老婆子蒙面前來警告郭飛鴻，離去時不小心掉了塊令牌，隔日郭飛鴻前去找白芷芬，離去後才發現令牌被白芷芬旁的老婆子拿走了，於是郭飛鴻發現白芷芬即為那女飛賊，本名為唐霜青，跟蹤她至一大船上，更發現了她們的同黨皆是「長青島」的人，但形跡敗露被圍攻之時，被一位中年文士「鐵舒眉」先生相救。
之後鐵先生不小心留下了一個錦袋，郭飛鴻偷看內容後，發現是鐵先生的夫人要鐵先生給其女「冷劍」鐵娥的家書，希望她能原諒她父親，郭飛鴻於是照上面之地址前往，但卻只遇上鐵娥的表哥「方和玉」，失望離開後當晚其錦袋便被偷走，郭飛鴻趕回對方和玉謝罪，卻發現方和玉病倒了，然後郭飛鴻照顧他十天有餘，發現他越看越像女子，方和玉病癒後，郭飛鴻便要趕去九華山找鐵先生請罪（遺失錦袋），兩人互贈信物後，郭飛鴻來到九華山。九華山頂，鐵先生與「長青島主」「金指」段南溪一戰，鐵先生獲勝，致長青島解散；之後鐵先生讚郭飛鴻之誠實而收其為徒。
一年後的某山裡，唐霜青叛逃遭師兄追殺，而遇上鐵娥，鐵娥輕鬆擊敗他們後，因唐霜青受傷而暫時住在一起，其間唐霜青發現深山中一個少年柳英奇關著一位老人，一時心軟放走了那老人，才知這老人是江湖上的一大惡人「黑蟒」雷三多。柳奇英發現後與唐霜青等人打了起來，柳奇英打不過鐵娥而離去，卻愛上了她。
然後又拉到三年後，郭飛鴻學成下山，鐵先生並希望其娶其女為妻。下山後郭飛鴻來到鳳陽府，結識了當地少俠、人稱「小孟嘗」的楚秋陽與其妹楚青青，郭飛鴻替他們擊敗了對頭「南湘異叟」徐子明及「女屠戶」蘇琴，一時在當地聲名大噪，郭飛鴻不願出名而離開。後來在洪澤湖遇上當地惡勢力「大湖教」，與其祭湖的無理行徑，更發現了鐵娥，擊潰了大湖教後緊追鐵娥，卻被突然出現的柳英奇認為他是登徒弟子而大打出手。
後來郭飛鴻去了龜山，為的是三年一現的雲海大師，兩人相見後雲海大師認為郭飛鴻即為該世的救世主（三年一現即在尋找一合適的俠士），並指導他招數希望他能替他打敗他兩個作惡多端的結拜兄弟「病書生」花明、「凍水」石秀郎，並希望他不要為情所困，所以告訴他前世之事，望他能與唐霜青成親，則一生福星高照，而鐵娥則為其命中煞星；但郭飛鴻得知鐵娥前兩世均因此而終身未嫁而更加覺得今生不該負她；沒多久石秀郎便用計將雲海大師打成殘廢。
下山後，郭飛鴻終於遇上鐵娥，鐵娥卻非常冷淡更刺傷了郭飛鴻（郭不願反抗），而至此鐵娥性情大變；之後鐵娥遇上柳英奇，並希望他能替她照顧郭飛鴻，柳英奇雖不願但因心繫鐵娥而答應，柳英奇在照顧郭飛鴻之時兩人結為好友。
最後「金指」段南溪因「長青島主」被解散而負罪找上原島主「病書生」花明，段氏夫婦慘遭殺害，花明則從他們口中得知石秀郎得復出更算出一位少俠將對他不利而再次出山。

## 主要人物
- 郭飛鴻：生於書香世家卻常離家而學了身武功，知書達禮、有俠義之心，並有成名江湖的豪氣，常說：「天下人管天下事」而插手不關自己之事。一開始遇上唐霜青而愛上了她，之後發現她為女飛賊而頓時心冷；遇上鐵娥女扮男裝的方和玉卻沒發現其為女兒身，之後從鐵先生得知後，更覺鐵娥之高傲脫俗而起仰慕之心。鐵先生收其為徒後，因悟性佳四年即青出於藍打敗鐵先生，並受託希望能娶鐵娥。後來遇上雲海大師得知前生之事，更加覺得要好好愛護鐵娥，並從雲海大師學到四大殺招對付花明、石秀郎。後遇上鐵娥卻被刺傷而受柳英奇照顧而兩人成為好友。
- 鐵娥：在書中首次出現前，就已經是江湖上有名的女俠「冷劍鐵娥」，然其心冷如鐵，對惡人趕盡殺絕而遭到非議，對人更是從講不超過三句，從小父母分離而恨盡父親鐵先生，並發誓終身不嫁。首次出現為女扮男裝的「方和玉」，盜走了鐵先生要郭飛鴻轉交給鐵娥的家書後心情大働（信中鐵夫人希望鐵娥原諒鐵先生），因而大病，郭飛鴻失了家書回來謝罪發現其病後照顧她十天有餘，鐵娥的心逐漸融化，而在郭飛鴻離去時送他一個古硯，上有小字「娥妹相送」，便是訂情物了，然郭飛鴻卻沒發現。後來鐵娥遇上唐霜青，發現她也愛著郭飛鴻，而再度心冷。與柳英奇一戰後柳英奇愛上了鐵娥，而之後一路相纏，鐵娥始終冷冷淡淡。在洪澤湖遇上郭飛鴻後，得知他身旁又多了一個楚青青，於是對郭飛鴻更加冷絕，甚至性情大變，好殺好鬥，硬闖龜山大鬧一場，之後遇上郭飛鴻更在郭飛鴻不願抵抗下刺傷了他。鐵娥在書中的性格十分矛盾，極度壓抑自己對郭飛鴻的感情。另外其前世名為石綠珠，因前世的郭飛鴻身在兩女之間憤而自殺。

## 次要人物
- 柳英奇：首次出現時正在侮虐惡人雷三多，之後唐霜青心軟偷偷將雷三多放出，因而與唐霜青打了起來，但不敵鐵蛾而離去，但卻愛上了鐵哦。之後兩年內成為江湖新一代的少俠，人稱「蛇形劍」；後來遇到鐵蛾，百般獻殷勤，然鐵娥終是冷冷淡淡。後來在洪澤湖郭飛鴻死追鐵娥，之後又與楚青青談笑，誤以為他是花花公子而與之大打出手（兼之要維護鐵蛾的聖潔）。之後鐵娥刺傷了郭飛鴻，希望柳英奇替她幫他養傷，柳雖不願，但仍前去；養傷期間發現郭飛鴻真正的為人，更發現鐵蛾早已與郭飛鴻交換信物，因而釋懷，與郭飛鴻結成好友。
- 雷三多：雷家的兒子，與柳奇英的父母為師兄妹，據雷三多自己表示，當初其父已訂下雷三多與柳英奇之母的婚約，柳英奇的母親卻在洞房之夜與柳英奇之父私奔。雷三多因而性情大變，加之武功即高，作亂武林，最後在柳英奇的父親與五大門派高手圍剿下，將他關了起來，並命柳英奇每隔一段時間來送食。唐霜青不知原妥而以為柳英奇虐待一個老人，而心軟將其放出。
- 唐霜青：從小失去雙親，被長青島收養，在正面她是受人稱讚的女俠「墨蝴蝶」，但在負面她是受長青島控制到處作案的女飛賊，嬌柔熱情，隱身在蘇州的寶華班，化名白芷芬的妓女，但是從不接客，其典雅遠近馳名，因而吸引郭飛鴻前去，郭飛鴻見了她一次後就愛上她了，但是之後兩人分離，加上郭遇到鐵娥，唐在郭心中的地位逐漸淡化。後來長青島被鐵先生解散，唐霜青趁機逃出，被追殺下遇到鐵蛾，因而成為好友，並透露對郭飛鴻的愛慕，而讓鐵蛾心冷，之後唐霜青不小心放走雷三多，與柳英奇決鬥後，戲份大量減少。直到書末才又提到她回到蘇州，但被民眾認出，而被官府用槍圍捕下打入大牢（書至此結束，續接《天龍地虎》）。另外唐霜青前世是江竹君，拋棄父母、家破人亡只為了與郭飛鴻在一起，因而逼死了石綠珠。今生在雲海大師的預知下，認為郭飛鴻與唐霜青結親的話，則郭一生福星高照。
- 楚秋陽：江湖中頗負盛名的少俠，在鳳陽府廣結武林人士，搏得「小孟嘗」的美譽，與其妹青青為江湖上有名的楚氏兄妹。因除掉綠林惡霸而與綠林大老「南湘異叟」徐子明及「女屠戶」蘇琴結仇，結識了郭飛鴻後，郭飛鴻替其打敗兩人，郭與楚變成知心好友，郭在楚秋陽家待了半個月指導楚劍法。
- 楚青青：楚秋陽的妹妹，典型的大小姐性格。郭飛鴻展現神技打敗南湘異叟、女屠戶後，大而心醉，在郭住在楚家幾天，天天纏著郭；一日兩人練劍，郭一時興起將楚青青頭上的髮釵拿下，但不知楚青青曾對其母發誓誰拿到此拆就要嫁誰，雖之後郭向楚秋陽解釋已訂了婚（此時鐵先生已將鐵蛾許給郭飛鴻），因而離去，但楚青青仍表示「將一生纏著他」。後來在洪澤湖救了鐵蛾，反遭鐵娥一陣羞侮，兩人遂結仇。另外楚青青前世為盛紫娟，然在郭飛鴻回想前世時印象極淡。
- 鐵雲：號「舒眉」，書中多稱「鐵先生」。功夫高超，一人擊敗段氏夫婦，武功被評定為「優」[1]被雲海大師選為救世主要打敗四大惡人，然最後仍敗（但為歷來選中者唯一倖免者）。讚賞郭飛鴻的誠實而收其為徒，四年即青出於藍，自此鐵先生隱退江湖，並希望郭飛鴻娶鐵蛾為妻。
- 段南溪：號「金指」，長青島主。武功雖然稱得上是頂尖，但遇上鐵先生，夫妻合擊仍敗，被迫解散長青島。上山找花明謝罪，被打成重傷摔下山谷（在續集《天龍地虎》裡指出他並沒有死）。
- 金雨：書中多稱「金婆婆」，為段南溪之妻，書中開頭化身為白芷芬的奶婆。被鐵先生擊敗後，與段南溪上山找花明謝罪，但被花明打死。
- 雲海大師：當年「鐵翅雁」公孫羽、「矮仙人」尚南飛、「病書生」花明、「凍水」石秀郎四大惡人為害武林，雲海大師（當時還未出家，本名不明）一人阻止了四惡人，並義結金蘭，但五十年後，因一件小事五人再次破裂，之後勾心鬥角，不過仍畏懼雲海大師，直至今日，公孫羽、尚南飛兩人已死，剩餘二人仍蠢蠢欲動，雲海大師已經多年未動（甚至全身已經積了厚厚的泥塵），每三年一次的「龜山之會」，希望能找到一位俠士，傳其致敵之招，成為救世主，然至今無人成功。最後找到了郭飛鴻，傳其「海天一線」、「小風惹浪」、「大風來兮」、「乳燕雙飛」四大絕招，並給他「如意金市令」，郭飛鴻離去後，石秀郎用計使鐵蛾將雲海大師打成殘廢。另外似乎雲海大師是郭飛鴻前世的「六公」。
- 花明：四大惡人之一，武功登峰造極，一出手就打死打傷了段氏夫婦，疑心病極重，算得命中煞星──一位年輕人已經出現，而出山。
- 石秀郎：四大惡人之一，本書尚未寫出其武功如何，但是用於心計，使計將雲海大師弄成殘廢。

## 小說目錄
1. 古樓豔妓
2. 神乎其技
3. 凌空裂帛
4. 金旗五行
5. 玄功三笑
6. 名師高徒
7. 魚目混珠
8. 石榴金釵
9. 陌路蕭郎
10. 冷劍嬌娥
11. 豔若桃李
12. 開陽三式
13. 倩女幽情
14. 嶺上花明

## 外部連結
雲台書屋－－龍吟曲
1. ↑  雲海大師定天下武功頂尖者為七品，七字歌「聖、上、超、優、高、平、凡」，鐵蛾雖然武功也極高，但只被評為「平」，郭飛鴻則為「超」。